# ファビアン・ストーラー
ファビアン・ストーラー（Fabian Stoller 、1988年3月31日 - ）は、スイス・ルツェルン出身の元プロサッカー選手。現役時代のポジションは、ミッドフィールダー（守備的ミッドフィールダー）。